# Ivan Šaponjić
Ivan Šaponjić (Servisch: Иван Шапоњић) (Nova Varoš, 2 augustus 1997) is een Servisch voetballer die doorgaans als aanvaller speelt. Hij verruilde het tweede team van Benfica in juli 2019 voor Atlético Madrid.

## Clubcarrière
Šaponjić speelde in de jeugd voor Zlatar Nova Varoš, Sloboda en FK Partizan. Op 30 november 2013 debuteerde hij in de Servische Superliga tegen FK Spartak Zlatibor Voda. Op 13 april 2015 maakte hij zijn eerste competitiedoelpunt tegen OFK Beograd. Tijdens het seizoen 2014/15 maakte hij vier doelpunten in veertien competitiewedstrijden.

## Clubstatistieken[5]
| Seizoen | Club            | Competitie       | Competitie | Competitie | Beker | Beker | Supercup | Supercup | Europees | Europees | Totaal | Totaal |
| Seizoen | Club            | Competitie       | Wed.       | Dlp.       | Wed.  | Dlp.  | Wed.     | Dlp.     | Wed.     | Dlp.     | Wed.   | Dlp.   |
| ------- | --------------- | ---------------- | ---------- | ---------- | ----- | ----- | -------- | -------- | -------- | -------- | ------ | ------ |
| 2013/14 | FK Partizan     | SuperLiga        | 1          | 0          | 0     | 0     | 0        | 0        | 0        | 0        | 1      | 0      |
| 2014/15 | FK Partizan     | SuperLiga        | 14         | 4          | 2     | 1     | 0        | 0        | 0        | 0        | 16     | 5      |
| 2015/16 | FK Partizan     | SuperLiga        | 17         | 3          | 1     | 2     | 0        | 0        | 7        | 1        | 25     | 6      |
| 2015/16 | Benfica II      | Segunda Liga     | 19         | 5          | 0     | 0     | 0        | 0        | 0        | 0        | 19     | 5      |
| 2016/17 | Benfica II      | Segunda Liga     | 21         | 3          | 0     | 0     | 0        | 0        | 0        | 0        | 21     | 3      |
| 2017/18 | → Zulte Waregem | Eerste klasse    | 31         | 6          | 2     | 1     | 1        | 0        | 5        | 0        | 39     | 7      |
| 2018/19 | Benfica II      | Segunda Liga     | 28         | 6          | 0     | 0     | 0        | 0        | 0        | 0        | 28     | 6      |
| 2019/20 | Atlético Madrid | Primera División | 0          | 0          | 0     | 0     | 0        | 0        | 0        | 0        | 0      | 0      |
| Totaal  | Totaal          | Totaal           | 131        | 27         | 5     | 4     | 1        | 0        | 12       | 1        | 149    | 32     |

## Interlandcarrière
Šaponjić kwam uit voor verschillende Servische nationale jeugdelftallen. Hij won met Servië –20 het WK –20 van 2015 in Nieuw-Zeeland. Op dat toernooi was hij trefzeker in de zestiende finale tegen Hongarije –20. In de halve finale tegen Mali –20 maakte hij in de verlenging het winnende doelpunt. Šaponjić nam vier jaar later met Servië –21 deel aan het EK –21 van 2019.

## Erelijst
| Competitie       | Aantal      | Jaren       |             |             |
| FK Partizan      | FK Partizan | FK Partizan | FK Partizan | FK Partizan |
| ---------------- | ----------- | ----------- | ----------- | ----------- |
| SuperLiga        | 1x          | 2014/15     |             |             |
| Atlético Madrid  |             |             |             |             |
| Primera División | 1x          | 2020/21     |             |             |
| Servië –20       |             |             |             |             |
| FIFA WK onder 20 | 1x          | 2015        |             |             |